# Мощный (эсминец)
«Мощный» — эскадренный миноносец (контрминоносец) типа «Лейтенант Бураков».

## История строительства
Эскадренный миноносец заложен летом 1905 года на стапеле судоверфи «Форж и Шантье» (Forges et Chantiers de la Méditerranée) в Гавре по заказу Морского ведомства России. 2 (15) апреля 1905 года зачислен в списки судов Балтийского флота, спущен на воду 3 (16) октября 1905 года, вступил в строй в декабре 1905 года. 27 сентября (10 октября) 1907 года официально причислен к подклассу эскадренных миноносцев.

## История службы
В 1912—1913 годах «Мощный» прошёл капитальный ремонт. Принимал участие в Первой мировой войне, нёс дозорную и конвойную службу, участвовал в постановке минных заграждений, противолодочной обороне. С 25 октября (7 ноября) 1917 года в состав Красного Балтийского флота. 12 апреля 1918 года из-за невозможности проводки во льдах оставлен в Гельсингфорсе и в так называемом Ледовом походе участия не принимал. Позднее был интернирован германским командованием. 5-7 мая 1918 по условиям Брестского договора и Гангеуддского соглашения «Мощный» был возвращён РСФСР и переведён в Кронштадт, а затем выведен из боевого состава РККФ и передан на хранение Кронштадтскому военному порту. С 21 апреля 1921 года в составе Морских сил Балтийского моря. 21 ноября 1925 года исключён из списков кораблей РККФ, а 27 сентября 1926 года передан Комгосфондов для разоружения, демонтажа и разделки на металл.

## Командиры
- 1910—1911 год — Иванов, Леонид Леонидович
- 11.10.1911-1913 — старший лейтенант (с 14.04.1913 капитан 2-го ранга) Пилсудский, Георгий Сигизмундович
- 20.05.1914-1916. — барон Кнорринг, Константин Николаевич
- 29.09.1916-? — Зубов, Николай Николаевич
- март 1917 — старший лейтенант фон Транзе, Николай Александрович